# اوستروویتسا (ولادیچین خان)
اوستروویتسا (به صربی: Ostrovica) یک منطقهٔ مسکونی در صربستان است که در ولادیچین خان واقع شده‌است. اوستروویتسا ۳۹ نفر جمعیت دارد.